# Santo André (Santo Antão)
Santo André ist eine Freguesia der Kap Verden. Sie umfasst den kleineren, nordwestlichen Teil des Concelhos Porto Novo auf der Insel Santo Antão. 2010 hatte die Verwaltungseinheit 3441 Einwohner.
Die Ortsverwaltung sitzt in Norte. Die Associação Santo André ist der Fußball-Club der Freguesia.

## Siedlungen
Die Freguesia umfasst die folgenden Siedlungen; angegeben ist auch die Bevölkerungszahl von 2010:
- Alto Mira (1003)
- Chã de Branquinho (114)
- Chã de Norte (241)
- Jorge Luis (347)
- Martiene (446)
- Monte Trigo (274)
- Norte (595)
- Ribeira da Cruz (421)

Koordinaten: 17° 5′ N, 25° 17′ W